# Хоачанас
Хоачанас - це поселення у області Хардап, Намібія. Воно розташоване 55 км на північний схід від Калкранду. Це батьківщина Маркуса Купера, священика, педагога і активіста, що виступав проти апартеїду.  Це центр культури та спадщини для народу Нама. 